# Wyszczerek zwinny
Wyszczerek zwinny (Notiophilus aestuans) – gatunek chrząszcza z rodziny biegaczowatych, podrodziny Nebriinae i plemienia Notiophilini.

## Taksonomia
Gatunek ten opisany został w 1826 roku przez Pierre’a F.M.A. Dejeana.

## Opis
Ciało długości od 4,5 do 5,5 mm, wąskie. Drugi międzyrząd pokryw węższy od trzech kolejnych razem wziętych, około dwukrotnie szerszy niż trzeci. Odnóża całkowicie czarne. Tylne skrzydła w pełni rozwinięte. Ostatni segment głaszczków wargowych u samców rozszerzony, toporowaty.
Od podobnego N. aquaticus gatunek ten wyróżnia się obecnością dwóch dużych punktów przedwierzchołkowych (preapikalnych) na pokrywach (u N. aquaticus tylko wyjątkowo obecny jest szczątkowy punkt przedni). Ponadto N. aquaticus ma węższe ciało i bardziej płaskie pokrywy, na których zewnętrznych międzyrzędach obecne są płytkie, nieregularnie rozmieszczone mikrowgłębienia. Ma też delikatniejszą i gęstszą punktację przedplecza, a rzędy punktów na pokrywach sięgają u niego dalej ku wierzchołkowi.

## Biologia i ekologia
Gatunek raczej kserofilny. Występuje na stanowiskach otwartych, preferując słabo wilgotne gleby żwirowato-piaszczyste, niekiedy z domieszką gliny. Zasiedla lasy sosnowe, wrzosowiska, pola uprawne, żwirownie oraz piaszczyste brzegi jezior w dużej odległości od wody. Najliczniej spotykany wiosną i latem.

## Rozprzestrzenienie
Wyszczerek o chorotypie europejskim, rozprzestrzeniony w większej części Europy i Azji Zachodniej. W Europie wykazany został z Albanii, Austrii, Belgii, Białorusi, Bośni i Hercegowiny, Bułgarii, Chorwacji, Czech, Danii, Estonii, Finlandii, Francji, Grecji, Hiszpanii, Holandii, Irlandii, byłej Jugosławii, Liechtensteinu, Litwy, Luksemburgu, Łotwy, Mołdawii, Niemiec, Norwegii, Polski, Portugalii, Rosji, w tym obwodu królewieckiego, Sardynii, Słowacji, Słowenii, Szwecji, Szwajcarii, Sycylii, Ukrainy, Węgier, Wielkiej Brytanii i Włoch. W Azji zasiedla Armenię, Gruzję, Turcję i Syrię. W krajach skandynawskich należy do rzadko spotykanych chrząszczy.